# 卒業-オリジナル・サウンドトラック
『卒業-オリジナル・サウンドトラック』（原題：The Graduate）は、アメリカ映画『卒業』（1967年12月公開）のサウンドトラック・アルバム。サイモン&ガーファンクルの楽曲が多用されており、彼らのアルバムとして広く認知されているが、実際にはデイヴ・グルーシンが作曲したインストゥルメンタルも6曲収録されており、アルバム・ジャケットには「ADDITIONAL MUSIC BY DAVID GRUSIN」と記載されている。ポール・サイモンとデイヴ・グルーシンは、本アルバムでグラミー賞の最優秀インストゥルメンタル作曲賞（映画・テレビ音楽）部門を受賞した。

## 解説

### 背景
1966年、『卒業』の監督であるマイク・ニコルズがポール・サイモンにサウンドトラックの制作を依頼。サイモンは新曲の「パンキーのジレンマ」「オーバース」を提供しようとしたが、ニコルズはその2曲を却下して、サイモン&ガーファンクルが既に発表していた「サウンド・オブ・サイレンス」「スカボロー・フェア/詠唱」「4月になれば彼女は」「プレジャー・マシーン」が映像に合っていると判断した。そして、ニコルズはサイモンにさらなる新曲を依頼するが、サイモンは多忙だったため、約束していた3曲の新曲を間に合わせることはできず、ツアー中に作ったサイモン&ガーファンクルの新曲「ミセス・ロビンソン」を提供するにとどまった。この「ミセス・ロビンソン」は、当初の歌詞では「ミセル・ルーズベルト」だったが、アート・ガーファンクルの提案により、『卒業』の登場人物であるミセス・ロビンソンの名前を入れることになった。
本作の最後に収録された「サウンド・オブ・サイレンス」の別ヴァージョンは、実際に映画で使用されたヴァージョンとも異なる演奏である。音楽評論家のBruce Ederは、allmusic.comにおいてこのヴァージョンの「サウンド・オブ・サイレンス」について言及し「2人が残したこの曲のスタジオ録音の中でも最良の演奏かもしれない」と評している。
『卒業』のサウンドトラックでは、サイモン&ガーファンクルの楽曲に加えてデイヴ・グルーシンの楽曲も使用されたが、いずれも1枚のLPレコードを満たすほどの曲数はなかったため、プロデューサーのテオ・マセロは、両者の楽曲をまとめて収録することにした。

### 反響
1968年に本作がアメリカで発表されると、サイモン&ガーファンクルにとって初となるBillboard 200での1位獲得を果たした。本作が7週連続で1位を獲得した後、5月25日付のチャートでサイモン&ガーファンクル自身のスタジオ・アルバム『ブックエンド』（1968年）によって1位から蹴落とされるが、6月15日付から22日付にかけて再び本作が1位に返り咲き、再び『ブックエンド』によって1位から蹴落とされて、結果的にはサイモン&ガーファンクルのアルバムが16週連続で全米1位を独占する形となった。
日本では1968年8月20日にCBSソニー・レコードから30cmLP盤（カタログ番号SONX-60001）が発売された。日本盤LPは1970年に入ってからも売り上げを伸ばして、同年1月5日付から正式に始まったオリコンLPチャートでは19週チャート・イン、最高50位となった。
イギリスでは1968年10月26日付で全英アルバムチャート入りして、その後売り上げを伸ばしていき、1969年2月1日付で最高3位に達した。ノルウェーでは1969年初頭にチャート入りして、その後、7週連続で2位となった。
本作に初収録された「ミセス・ロビンソン」は、1968年2月2日に再度レコーディングされて、4月に発表されたアルバム『ブックエンド』にフル・ヴァージョンが収録された。『ブックエンド』のヴァージョンは、本作収録のヴァージョンとは歌詞の一部も異なる。また、同時期にシングルとしても発表され、サイモン&ガーファンクルにとって2作目の全米1位獲得シングルとなった。

### その後
『卒業』は後にミュージカル化されて、2002年から2003年にかけてブロードウェイで上演されており、それに伴い発売されたサウンドトラック・アルバムには、オリジナルの映画でも使用されたサイモン&ガーファンクルの「ミセス・ロビンソン」と「サウンド・オブ・サイレンス」が収録された。
2004年にAFIが選出した「アメリカ映画主題歌ベスト100」では、「ミセス・ロビンソン」が6位にランク・インした。また、イギリスの新聞『オブザーバー』が2007年3月18日号で選出した「The 50 greatest film soundtracks」では、本作が27位にランク・インした。

## 収録曲
特記なき楽曲はポール・サイモン作。2. 4. 5. 6. 8. 10. 12.はインストゥルメンタル。
1. サウンド・オブ・サイレンス - "The Sounds of Silence" - 3:06
2. シングルマン・パーティー - "The Singleman Party Foxtrot" (Dave Grusin) - 2:51
3. ミセス・ロビンソン（映画ヴァージョン1） - "Mrs. Robinson (Version 1 as Heard in Film)" - 1:14
4. サンポーチ・チャチャチャ - "Sunporch Cha-Cha-Cha" (D. Grusin) - 2:52
5. スカボロー・フェア/詠唱 - "Scarborough Fair/Canticle (Interlude)" (Paul Simon, Art Garfunkel) - 1:40
6. オン・ザ・ストリップ - "On the Strip" (D. Grusin) - 1:59
7. 4月になれば彼女は - "April Come She Will" - 1:50
8. ザ・フォークス - "The Folks" (D. Grusin) - 2:27
9. スカボロー・フェア/詠唱- "Scarborough Fair/Canticle" (P. Simon, A. Garfunkel) - 6:22
10. グレート・エフェクト- "A Great Effect" (D. Grusin) - 4:06
11. プレジャー・マシーン- "The Big Bright Green Pleasure Machine" - 1:45
12. 驚き - "Whew" (D. Grusin) - 2:11
13. ミセス・ロビンソン（映画ヴァージョン2） - "Mrs. Robinson (Version 2 as Heard in Film)" - 1:11
14. サウンド・オブ・サイレンス - "The Sound of Silence" - 3:09